# Hemistola periphanes
Hemistola periphanes är en fjärilsart som beskrevs av Louis Beethoven Prout 1935. Hemistola periphanes ingår i släktet Hemistola och familjen mätare. Inga underarter finns listade i Catalogue of Life.